# دانييلي جاستالديلو
دانييلي جاستالديلو (بالإيطالية: Daniele Gastaldello)‏ (مواليد 25 يونيو 1983 في كامبوسامبييرو - إيطاليا) لاعب كرة قدم إيطالي يلعب حاليا لصالح نادي الدرجة الأولى سامبدوريا الإيطالي منذ 2007 في مركز قلب الدفاع .

## روابط خارجية
- دانييلي جاستالديلو على موقع قاعدة بيانات كرة القدم.إي يو (الإنجليزية)
- دانييلي جاستالديلو على موقع ليكيب (الفرنسية)
- دانييلي جاستالديلو على موقع ناشيونال فوتبول تيمز (الإنجليزية)
- دانييلي جاستالديلو على موقع Soccerway.com (الإنجليزية)
- دانييلي جاستالديلو على موقع عالم كرة القدم.نت (الإنجليزية)
- دانييلي جاستالديلو على موقع كووورة
- دانييلي جاستالديلو على موقع AS.com (الإسبانية)